# Dah (Mali)
Dah è un comune rurale del Mali facente parte del circondario di San, nella regione di Ségou.
Il comune è composto da 29 nuclei abitati:
- Amidoubougou
- Dacoura
- Dah
- Dangasso
- Dasso-Nouakan
- Dasso-Noumpesso
- Dialakoro
- Djiguiyara
- Dombala
- Feremebougou
- Fiankasso-Kantébougou
- Fiankasso-Nampabougou
- Kadiologo
- Kadiologo-Kefokan
- Katala

- Kofono
- Nandjerekan
- Noungosso
- Sienso-Modibougoui
- Sinzara-Bambara
- Sinzara-Marka
- Sinzara-Peulh
- Tafla
- Tamaro
- Toura-Bambara
- Toura-Marka
- Toura-Peulh
- Zamblena-Sobala
- Zamblena-Zanso